# استفورد، بدفوردشر
استفورد (به انگلیسی: Stanford) یک روستا در بریتانیا است که در بدفوردشر مرکزی واقع شده‌است.